# Folio (Gallimard)
Folio è una collana editoriale di tascabili edita da Gallimard e inaugurata nel 1972 e diretta dal 1989 da Yvon Girard e, per la letteratura contemporanea, dal 2008 da Louis Chevaillier. Stampa 344 novità all'anno (più circa 1 500 ristampe), per un prezzo medio di poco più di 6 € a volume.

## Storia
Dopo la rottura con la casa editrice Hachette con la quale pubblicava la collana Le Livre de poche dal 1953, la nuova collana si apre con La Condition humaine di André Malraux, cui fece seguito L'Étranger di Albert Camus (il titolo più venduto della collana). Fin dall'inizio oltre agli autori di punta della casa vengono pubblicati dei classici.
La collana ha adottato il formato 10x18 cm (più esattamente 10,8x17,8), un poco più lungo rispetto alla forma tradizionale dei tascabili francesi. Allo stesso tempo, ha scelto una continuità grafica e tipografica piuttosto omogenea: fondo bianco, nome dell'autore e titolo con carattere "Baskerville Old Face" in nero e sotto un'illustrazione significativa (passata poi a fotografie e quindi a fotografie a colori, ma con presenza anche di altri tipi di illustrazioni).
Dal 2010, un radicale cambiamento delle copertine ha portato a usare i caratteri "Garamond" e "Univers" per il nome dell'autore e il titolo, anche a colori.

## Sotto-collane
Oltre alla collana principale, che al 2016 ha pubblicato oltre 7 000 titoli, di cui 1 500 in edizione digitale, ci sono diverse sotto-collane o serie per temi specifici.

### Folio actuel
Libri su questioni contemporanee, legate alla società e all'educazione civica. La serie si è aperta nel 1985 con Les prétendants di Alain Duhamel.

### Folio BD
Libri a fumetti (in francese bande dessinée). Di formato un poco più grande (14 x 19 cm), i primi titoli sono del 2011.

### Folio bilingue
Serie di capolavori della letteratura con traduzione francese e testo originale a fronte. A maggio 2016 ha raggiunto i 200 titoli. Tra gli autori italiani Alessandro Baricco, Giorgio Bassani, Boccace, Italo Calvino, Benvenuto Cellini, Vincenzo Consolo, Gabriele D'Annunzio, Dante, Erri De Luca, Carlo Goldoni, Curzio Malaparte, Elsa Morante, Alberto Moravia, Pier Paolo Pasolini, Cesare Pavese, Luigi Pirandello, Leonardo Sciascia, Italo Svevo, Antonio Tabucchi, Giorgio Vasari e Giovanni Verga.

### Folio biographies
Collana biografica. Dal 2005, quando ha esordito con un volume su Honoré de Balzac, la Folio biographies  racconta il destino di personaggi storici, scrittori, musicisti ecc.

### Folio cinéma
Cofanetti con il DVD di un film e un libro (spesso il romanzo dal quale è adattato) e con note da uno specialista di storia del cinema.

### Folio classique
Senza numerazione separata, rispetto alla serie principale, la "Folio classique" diviene dal 1994 una raccolta a sé con una scelta di autori classici di tutti i tempi, commentati da un esperto e con bibliografia e cronologia relative.

### Folio documents
Serie di testimonianze e inchieste. Creata nel marzo 2002.

### Folio entre guillemets
Serie con titoli di poche pagine e disegni, che avvicinano alla lettura con leggerezza e divertimento.

### Folio essais
Serie di saggi di scienze umane, antropologia, filosofia ecc. fondata nel 1985. Il primo titolo è stato Propos sur les pouvoirs. Éléments d'éthique politique di Alain.

### Folio histoire
Testi d'argomento storico. Serie inaugurata nel 1985 da Le Dimanche de Bouvines di Georges Duby. A gennaio 2016 ha raggiunto 250 titoli.

### Folio Junior
Creata nel 1977 è dedicata a bambini e ragazzi dagli 8 ai 16 anni.

### Folio plus
Testi per lo più letterari accompagnati da un dossier di altri testi pedagogici per loro approfondimento scolastico. È divisa in due sezioni, con numerazione comune.

#### Folioplus classiques
Testi classici del canone letterario. Lanciata nel settembre 2003.

#### Folioplus philosophie
Testi classici di filosofia. Lanciata nel giugno 2006.

### Folio policier
Iniziata nel 1998 con La Sirène rouge di Maurice G. Dantec stampa autori di genere poliziesco e gialli. A differenza delle altre collane usa il fondo di copertina di colore nero.

### Folio SF
È una raccolta di libri (SF sta per Science-Fiction) che a partire dal 2000 comprende opere di fantascienza, fantasy e fantastico. Tra i suoi autori classici come Edgar Allan Poe, Mary Shelley, Jules Verne, Aldous Huxley, H. G. Wells, Isaac Asimov, Philip K. Dick, Ray Bradbury, H. P. Lovecraft, Philip Pullman ecc.

### Folio théâtre
Testi teatrali classici e contemporanei. Serie creata nel 1993 e diretta da Jean-Yves Tadié.

### Foliothèque
Testi commentati da critici per studenti di letteratura, con apparati e note. Dal n. 124 del 2005 la banda orizzontale dietro il titolo non è più bianca, ma rossa.

### Folio 2 €
Estratti di testi e testi brevi per iniziare a conoscere attraverso poche pagine libri maggiori (ma la serie comprende anche qualche inedito pubblicato appositamente qui). All'interno della collana, nata nel 2002, alcuni titoli erano marcati «Folio Sagesses», poi dal 2015 sotto-collana a sé.

### Folio+Collège
Testi classici con glossari, note ed esercizi, per studenti. Serie lanciata a giugno 2016.

### Folio+Vidéo
Testi in ebook con diversi video, dove attori e comici noti li leggono e commentano (in collaborazione con Kabo Éditions).

## Autori italiani
Oltre agli autori della serie "bilingue" (per lo più presenti anche nella serie principale o in altre), altri autori italiani pubblicati nella "Folio" sono L'Arioste, Alessandro Baricco, Giorgio Bassani, Cesare Battisti, Enrico Bellone, Roberto Benigni, Dino Buzzati, Roberto Calasso, Ferdinando Camon, Carlo Cassola, Vincenzo Cerami, Pietro Citati, Carlo Collodi, Benedetta Craveri, Benedetto Croce, Erri De Luca, Oriana Fallaci, Peppe Ferrandino, Dario Franceschini, Emilio Gentile, Alessandro Giacone, Tommaso Landolfi, Lanza del Vasto, Gavino Ledda, Leonardo da Vinci, Carlo Levi, Primo Levi, Claudio Magris, Machiavel, Claudio Magris, Curzio Malaparte, Marco Mancassola, Alessandro Manzoni, Francesca Melandri, Franco Mimmi, Arnaldo Momigliano, Elsa Morante, Alberto Moravia, Aldo Palazzeschi, Pier Paolo Pasolini, Alessandro Perissinotto, Alessandro Piperno, Luigi Pirandello, Angelo Rinaldi, Paolo Rumiz, Salvatore Satta, Roberto Saviano, Alberto Savinio, Leonardo Sciascia, Ignazio Silone, Mario Soldati, Italo Svevo, Antonio Tabucchi, Emilio Tadini, Le Tasse, Salvatore Veca, Giovanni Verga, Luchino Visconti, Elio Vittorini e Federico Zeri.